# Cuilo
Cuilo – miasto w Angoli, w prowincji Lunda Północna.